# 岡野純子
岡野 純子（おかの じゅんこ、1978年〈昭和53年〉6月10日 - ）は、日本の政治家。国民民主党所属の衆議院議員（1期）。元浦安市議会議員（3期）。

## 来歴
京都府京都市出身。京都市立太秦小学校、同志社女子中学校、同志社女子高等学校を経て、2002年3月、同志社大学文学部英文学科を卒業。
NHK松山放送局に契約キャスターとして4年間勤務。愛媛県ローカルニュースなどを担当する。
結婚・出産を機に千葉県浦安市に移住し、2011年、浦安市議会議員に初当選。2期目途中の2017年3月に浦安市長選挙に立候補したが、内田悦嗣に敗れた。
2017年10月3日、第48回衆議院議員総選挙千葉5区に希望の党から立候補すると表明。岡野によれば9月19日に希望の党側から立候補の打診があったという。希望の党の決定を受け、同区を地盤とする民進党元職の村越祐民は立候補を断念した。投開票の結果、自由民主党前職の薗浦健太郎に敗れ落選。2019年の浦安市議選で市議に復帰した。
2023年4月23日執行の薗浦の議員辞職に伴う欠員補充となる千葉5区補欠選挙に、国民民主党公認で立候補したが、7名立候補の乱戦の中を自民党公認の英利アルフィヤが選挙戦を制し、岡野は3位に敗れ落選した。
2024年10月27日執行の第50回衆議院議員総選挙に再び千葉5区から国民民主党公認で立候補。この回も6人立候補の乱戦となったが、前職の英利アルフィヤと岡野を含めた上位3人の接戦となり、立憲民主党公認の矢崎堅太郎に敗れて3位となるも、重複立候補していた比例南関東ブロックで国民民主党は3議席を得ており、党内惜敗率順位2議席目で初当選を果たした（獲得票数：51,033票、惜敗率：77.29%）。

## 選挙歴
| 当落 | 選挙                     | 執行日         | 年齢 | 選挙区      | 政党       | 得票数    | 得票率 | 定数 | 得票順位 /候補者数 | 政党内比例順位 /政党当選者数 |
| ---- | ------------------------ | -------------- | ---- | ----------- | ---------- | --------- | ------ | ---- | ------------------ | ---------------------------- |
| 当   | 2011年浦安市議会議員選挙 | 2011年4月24日  | 32   | ーー        | 民主党     | 2448票    | ーー   | 21   | 3/31               | /                            |
| 当   | 2015年浦安市議会議員選挙 | 2015年4月26日  | 36   | ーー        | 民主党     | 2375票    | ーー   | 21   | /35                | /                            |
| 落   | 2017年浦安市長選挙       | 2017年3月26日  | 38   | ーー        | 無所属     | 1万4600票 | ーー   | 1    | 3/3                | /                            |
| 落   | 第48回衆議院議員総選挙   | 2017年10月22日 | 39   | 千葉県第5区 | 希望の党   | 4万115票  | 19.07% | 1    | 3/3                | 14/4                         |
| 当   | 2019年浦安市議会議員選挙 | 2019年4月21日  | 40   | ーー        | 無所属     | 3076票    | ーー   | 21   | 2/26               | /                            |
| 落   | 第49回衆議院議員補欠選挙 | 2023年4月11日  | 44   | 千葉県第5区 | 国民民主党 | 2万4842票 | 15.02% | 1    | 3/7                | /                            |
| 比当 | 第50回衆議院議員総選挙   | 2024年10月27日 | 46   | 千葉県第5区 | 国民民主党 | 5万1033票 | 23.65% | 1    | 3/6                | 2/3                          |

## その他

### 日刊ゲンダイの報道
2024年10月22日に日刊ゲンダイが公開した記事では、10年から22年までの間、岡野は落選期間中を含めポスター作成やビラ配りなどの政治活動を行ってきたにもかかわらず、自身が代表を務める後援会の収支報告書について、過去3回、民主党（当時）の千葉支部から10万円を交付され、それを繰り越している以外の記載がないと指摘。後援会事務所の家賃について記載がない点も「不自然」だとする専門家のコメントも記載した。 さらに17年の衆院選立候補時に設立し18年に解散した希望の党の政党支部においても収支の記載がないと指摘されている。

この報道に対し、国民民主党の玉木雄一郎代表は、日刊ゲンダイが報じている我が党の千葉県第5区総支部長の岡野純子の事案に関し、指摘された活動については個人の資金を使った個人としての政治活動であって後援会としての政治活動ではなく、法的に問題がない旨先方に回答しています、それをさも不正があるかのような記事にしたことは極めて遺憾です。と回答した。

さらに国民民主党千葉県総支部連合会では、国民民主党千葉県第5区総支部長「岡野純子」に対する報道についてと題して、指摘された政治活動については、個人の資金を使った個人としての政治活動であって後援会としての政治活動ではなく、法的に問題がない旨先方に回答しています。指摘のあった2団体の収支報告書に関しては期日内に選管に提出をしており、正当に処理が済んでおります。また調査研究に必要な費用は、政務活動費に関する収支報告書として、法に則り適正に処理をしています。それを、さも不正があるかのような記事にしたことは極めて遺憾です。と回答、県政記者クラブを通じて報道各社にも同様のコメントを伝えたとのこと。

## 県連内でのパワハラ疑惑
2025年に入り、国民民主党千葉県連に所属する地方議員が4人離党しているが、離党した議員側から「岡野と県連幹事長で千葉県議の天野行雄からパワーハラスメントを受けた」と主張していることが明らかになった。離党した浦安市議の工藤由紀子によれば、岡野や天野から会議などで強く叱責されることが続き、昨年5月に適応障害の診断を受けたと訴える。また、同様に離党した市川市議の石崎英幸、印西市議の都築真理子、千葉県議の榎本怜の3名も同調している。この騒動で千葉県連所属の議員は8名に減少している。一方で県連はこの主張を否定しており、石崎と榎本の2名に対しては「同僚議員や支援団体等への誹謗中傷および活動不履行等の反党行為」があったとして2月に離党勧告を行い、これを受けて両名は同年2月に離党している。県連側と離党した議員との主張は食い違っており、真っ向から対立している。

## 標旗流用騒動
第27回参議院議員通常選挙に際して、岡野は7月12日、街頭で「参議院比例代表選出議員選挙　小林さやか」と記載した標旗を立てて活動する様子を写した画像をXに投稿。小林は千葉県選挙区から出馬しており、比例候補ではないため、記載は事実とは異なり、他候補の標旗に小林の名を記した上で選挙活動を行った疑惑が持たれた。総務省や選挙管理委員会は、選挙前に候補予定者らに規定の標旗を掲げるよう説明しており、掲げるべき標旗を掲げずに街頭演説会を行った場合、公職選挙法違反になる可能性がある。当該投稿はその日のうちに削除され、国民民主党千葉県連はウェブサイトで「混同し、誤って使用してしまった」と謝罪したが、岡野が県連代表代行を、天野行雄が県連幹事長を辞任する事態に発展した。玉木雄一郎代表は7月22日の記者会見で、岡野と天野を厳重注意処分にしたと明らかにした。小林も同日、報道陣から見解を問われ、自身が関わっていないことを強調し、「（自分の）全く知らないところで起きていた」と話した。
7月24日、自由民主党千葉県連の阿部紘一（幹事長）は、公職選挙法違反の罪で千葉県警察に岡野の告発状を提出し、受理されたと明らかにした。阿部は告発状提出後、記者団に対し「選挙の公正をゆがめる暴挙だ」と批判した。